# Distichium
Distichium, porodica pravih mahovina, dio podrazreda Dicranidae. Postoji desetak vrsta.

## Vrste
1. Distichium asperrimum Müll.Hal.
2. Distichium austroinclinatum Müll.Hal.
3. Distichium brachyphyllum Müll.Hal.
4. Distichium brachystegium Müll.Hal.
5. Distichium brevisetum C.Gao
6. Distichium bryoxiphioidium C.Gao
7. Distichium capillaceum (Hedw.) Bruch & Schimp.
8. Distichium crispatum Müll.Hal.
9. Distichium hagenii Ryan ex H.Philib.
10. Distichium inclinatum (Hedw.) Bruch & Schimp.
11. Distichium lorentzii Müll.Hal.
12. Distichium remotifolium Müll.Hal.
13. Distichium vernicosum Müll.Hal.